# Santa Catalina (Colombia)
Santa Catalina è un comune della Colombia facente parte del dipartimento di Bolívar.
Il centro abitato venne fondato da Sebastián de Eslava nel 1744.